# Cihuela
Cihuela település Spanyolországban, Soria tartományban. Cihuela Deza, Torrijo de la Cañada, Villalengua, Embid de Ariza, Ariza és Bordalba községekkel határos. Lakosainak száma 39 fő (2024).

## Népesség
A település népessége az elmúlt években az alábbi módon változott:
| Lakosok száma | 101  | 82   | 76   | 74   | 67   | 58   | 49   | 51   | 43   | 39   |
|               | 2001 | 2004 | 2007 | 2009 | 2012 | 2014 | 2017 | 2019 | 2022 | 2024 |